# Aleksandr Juniow
Aleksandr Pietrowicz Juniow (ros. Александр Петрович Юнёв, ur. 28 września 1924 we wsi Krasawka w kantonie fiodorowskim w Niemieckiej Nadwołżańskiej ASRR (obecnie w rejonie fiodorowskim w obwodzie saratowskim), zm. 18 lutego 1952) – radziecki wojskowy, Bohater Związku Radzieckiego (1945).

## Życiorys
Skończył niepełną szkołę średnią. Od sierpnia 1942 uczestniczył w wojnie z Niemcami, walcząc na Froncie Zachodnim, Południowo-Zachodnim, Woroneskim, 1, 2 i 3 Ukraińskim. Brał udział w bitwie pod Stalingradem i Kurskiem, walkach o Ukrainę, Mołdawię, Rumunię i Węgry. Pięciokrotnie był ciężko ranny: 12 grudnia 1942, 6 sierpnia 1943, 17 stycznia 1944, 30 stycznia i 17 marca 1945. W marcu 1945 jako dowódca działonu 2 gwardyjskiego pułku powietrznodesantowego 3 Gwardyjskiej Dywizji Powietrznodesantowej brał udział w walkach w rejonie jeziora Balaton. Gdy dwa niemieckie bataliony i 7 czołgów zaatakowało pozycję radzieckiego pułku, Juniow zabił wielu niemieckich żołnierzy, odpierając atak. 10 marca wraz z plutonem odpierał kolejny niemiecki kontratak, zadając wrogowi duże straty. Po wojnie ukończył szkołę wojsk pancernych, służył w Centralnej Grupie Wojsk. Został pochowany na centralnym cmentarzu w Wiedniu.

## Odznaczenia
- Złota Gwiazda Bohatera Związku Radzieckiego (29 czerwca 1945)
- Order Lenina (29 czerwca 1945)
- Order Czerwonej Gwiazdy (1944)

I medale.